# Fimbristylis pachyptera
Fimbristylis pachyptera är en halvgräsart som beskrevs av Stanley Thatcher Blake. Fimbristylis pachyptera ingår i släktet Fimbristylis och familjen halvgräs. Inga underarter finns listade i Catalogue of Life.